# Litwinki (Nidzica)
Litwinki (deutsch Littfinken) ist ein Dorf in der polnischen Woiwodschaft Ermland-Masuren. Es gehört zur Gmina Nidzica (Stadt- und Landgemeinde Neidenburg) im Powiat Nidzicki (Kreis Neidenburg).

## Geographische Lage
Das langgestreckte Dorf Litwinki liegt im südlichen Westen der Woiwodschaft Ermland-Masuren unmittelbar an der nordwestlichen Grenze der Kreisstadt Nidzica (deutsch Neidenburg). Bis zur Stadtmitte sind es vier Kilometer.

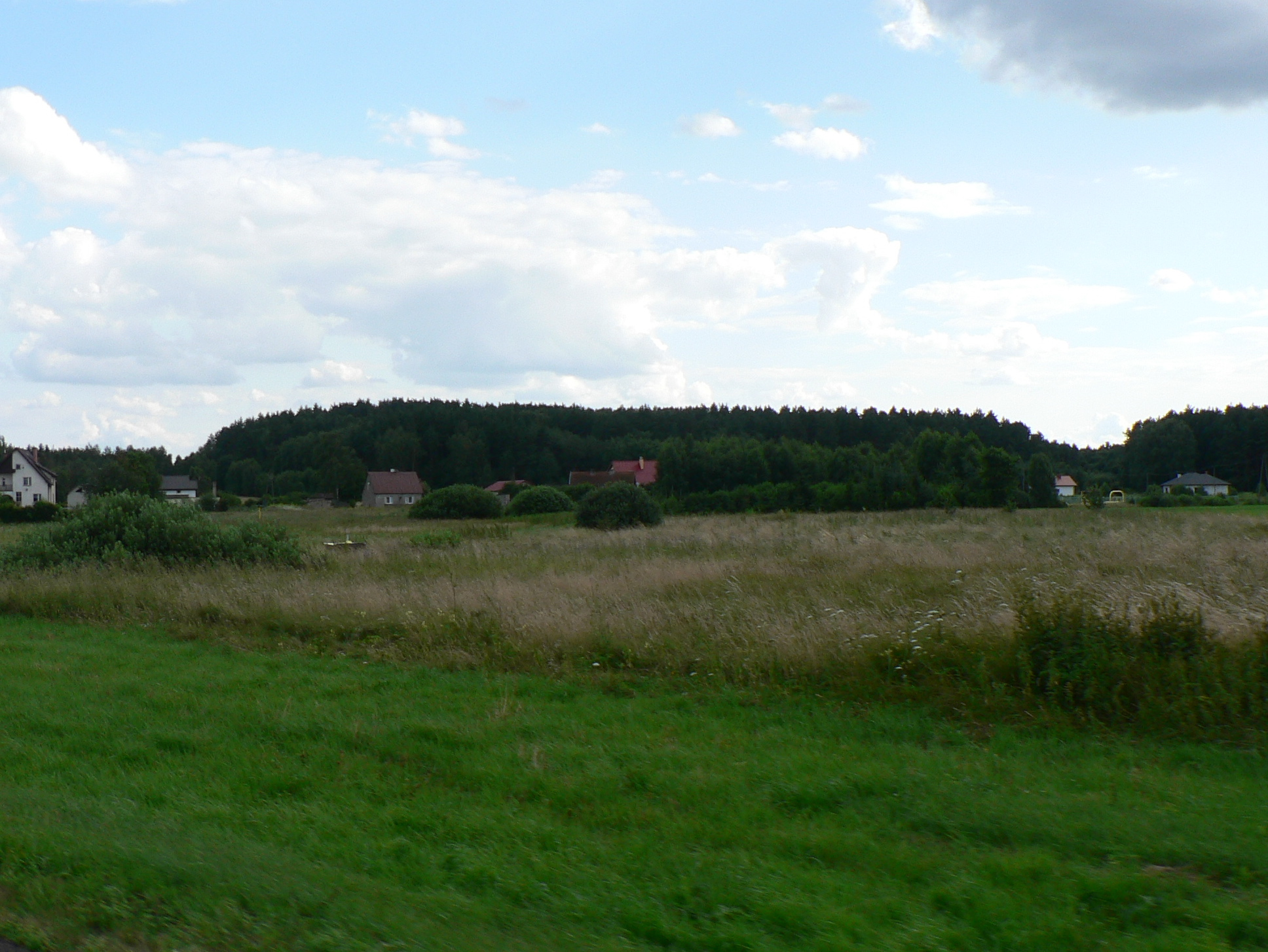
Blick von der Schnellstraße S 7 auf Litwinki

## Geschichte
Der nach 1574 Litfinke genannte kleine Ort wurde als Besitzung Littfinken 1874 in den Amtsbezirk Lahna (polnisch Łyna) im ostpreußischen Kreis Neidenburg eingegliedert. Am 26. Juni 1888 wurde aus der Besitzung Littfinken der „Gutsbezirk Littfinken“ gebildet, der 95 Einwohner im Jahre 1910 zählte. Bis 1929 war Littfinken ein eigenständiges Gutsdorf, bevor es dann in die Stadtgemeinde Neidenburg (polnisch Nidzica) eingegliedert wurde.
Mit dem gesamten südlichen Ostpreußen wurde die Stadt Neidenburg – und mit ihr die Ortschaft Liffinken – an Polen überstellt. Der kleine Ort erhielt die polnische Namensform „Litwinki“, wurde aus dem Stadtgebiet herausgelöst und ist heute – mit dem Sitz eines Schulzenamts (polnisch Sołectwo) – eine Ortschaft im Verbund der Stadt- und Landgemeinde Nidzica im Powiat Nidzicki, bis 1998 der Woiwodschaft Olsztyn, seither der Woiwodschaft Ermland-Masuren zugehörig. Im Jahre 2011 zählte Litwinki 189 Einwohner.

## Kirche
Bis 1945 war Littfinken in die evangelische Pfarrkirche Neidenburg in der Kirchenprovinz Ostpreußen der Kirche der Altpreußischen Union, außerdem in die römisch-katholische Pfarrkirche Neidenburg im damaligen Bistum Ermland eingegliedert.
Heute gehört Litwinki katholischerseits zur Kirche Mariä Empfängnis und St. Adalbert Nidzica im jetzigen Erzbistum Ermland, evangelischerseits zur Heilig-Kreuz-Kirche Nidzica in der Diözese Masuren der Evangelisch-Augsburgischen Kirche in Polen.

## Verkehr
Litwinki liegt an einer Nebenstraße, die von der Stadt Nidzica (Neidneburg) über Załuski (Salusken, 1938 bis 1945 Kniprode) bis nach Rączki (Rontzken, 1938 bis 1945 Hornheim) führt. Sie verläuft parallel zur Schnellstraße S 7, die Danzig mit Warschau und Rabka-Zdrój verbindet. Die nächste Bahnstation ist Nidzica an der Bahnstrecke Działdowo–Olsztyn.